# Марк Аврелій Котта (консул)
Марк Авре́лій Ко́тта (лат. Marcus Aurelius Cotta; ? — після 67 до н. е.) — римський державний діяч часів Римської республіки, консул 74 року до н. е.

## Життєпис
Був обраний консулом у 74 році до н. е. У третій війні з Мітрідатом VI (74-64 до н. е.) був направлений воювати у Віфінію, де був розбитий при Халкедоні. У 73-70 до н. е. допомагав Ліцинію Лукуллу завоювати Понт, жорстоко спустошуючи міста чорноморського узбережжя. За розграбування Гераклеї Понтійської та присвоювання здобичі був засуджений у 67-ому році до н. е.. Після цього року відомостей про нього немає.

## Родина
- Син — Марк Аврелій Котта, претор.